# Young Thug
Jeffery Lamar Williams (Atlanta, 16 augustus 1991), beter bekend als Young Thug, is een Amerikaanse rapper, producer, zanger en songwriter.
Hij werd bekend door zijn single Stoner en dankzij samenwerkingen met onder anderen Travis Scott, T.I., Gucci Mane, Future, Birdman, Post Malone en Chris Brown.

## Discografie

### Studioalbums
- So Much Fun (2019)
- Punk (2021)
- Business Is Business (2023)

### Mixtapes
- I Came from Nothing (2011)
- I Came from Nothing 2 (2011)
- I Came from Nothing 3 (2012)
- 1017 Thug (2013)
- 1017 Thug 2 (2014)
- 1017 Thug 3 (2014)
- Barter 6 (2015)
- Slime Season (2015)
- Slime Season 2 (2015)
- I'm Up (2016)
- Slime Season 3 (2016)
- Jeffery (2016)
- Beautiful Thugger Girls  (2017)
- Super Slimey (met Future) (2017)
- Slime language (2018)
- Slime & B (met Chris Brown) (2020)
- Slime language 2  (2021)

### Ep's
- Hear No Evil (2018)
- On the Run (2018)

## NPO Radio 2 Top 2000
| Nummer met noteringen in de NPO Radio 2 Top 2000 | '18  | '19  |
| ------------------------------------------------ | ---- | ---- |
| Havana (met Camila Cabello)                      | 1423 | 1792 |

1. ↑  Een vetgedrukt getal geeft de hoogste notering aan.
2. ↑  2018 was het eerste jaar met een notering voor dit nummer.
3. ↑  Deze tabel is bijgewerkt tot en met de laatste editie (2024).

- Bibliothèque nationale de France: cb170848019 (data)
- Gemeinsame Normdatei: 1190666588
- International Standard Name Identifier: 0000 0000 8173 1243
- Library of Congress Control Number: no2015059548
- MusicBrainz: 800760de-bdf8-43a2-8fe0-44a2401a5515
- Nationale Bibliotheek van Tsjechië: pag20201084715
- Système universitaire de documentation: 185131298
- Virtual International Authority File: 315610785
- WorldCat: E39PBJbttcCxw7By9YcM39hGpP